# سوما موری‌تانه
سوماً موری‌تانه ((به ژاپنی: 相馬 盛胤 Soma Moritane); ۱ ژانویهٔ ۱۵۲۹ – ۱۰ نوامبر ۱۶۰۱) سامورایی در دوره سنگوکو، پانزدهمین رهبر خاندان سوماً اهل ژاپن بود.